# Condado de Chippewa (Wisconsin)
O Condado de Chippewa é um dos 72 condados do Estado americano do Wisconsin. A sede do condado é Chippewa Falls, e sua maior cidade é Chippewa Falls. O condado possui uma área de 2 697 km² (dos quais 80 km² estão cobertos por água), uma população de 55 195 habitantes, e uma densidade populacional de 21 hab/km² (segundo o censo nacional de 2000). O condado foi fundado em 1845.